# Gaurotes atricornis
Gaurotes atricornis är en skalbaggsart som beskrevs av Pu 1992. Gaurotes atricornis ingår i släktet Gaurotes och familjen långhorningar. Inga underarter finns listade i Catalogue of Life.